# Elachiptera unimaculata
Elachiptera unimaculata är en tvåvingeart som beskrevs av Becker 1913. Elachiptera unimaculata ingår i släktet Elachiptera och familjen fritflugor.
Artens utbredningsområde är Etiopien. Inga underarter finns listade i Catalogue of Life.